# 김용두
SNS기자연합회 김용두 회장은 UN SDGs 지송가능발전을위한 실천목표와 ESG 실천운동을 근간으로 언론 미디어에도 적용해가고 있으면 ESG전문위원단을 구성 국제사회기준에 부합된 실천목표를 위한 노력을 하고있다.
또한 공정보도 원칙을 준수하기위한 노력과 국제 컨퍼런스를 매년 개최하며 글로벌 리더들의 정신계몽 운동에도 앞장서고 있다. 21세기 사회에 걸맞는 글로벌 정신적 국격이 그어느때보다 대한민국에 필요한 때라고 입장을 밝히고 있다.
언론도 시대에 맞추어 새로운 변혁이 필요한때다. 그는 미국 1886년 설립된 전 세계 6500만유저 Sporting News TSNKOREA (한국지사) 총괄대표 겸 회장을 맡고 있다.
SNSJTV 영상기획전문뉴스 (338만 구독.팔로워) 데일리연합 종합언론사 발행인겸 창립자이다.
2024년 10월 스포팅뉴스 TSN KOREA 한국지사를 설립 글로벌 TSN 죤글래져회장, 한국 김용두회장이 이끌고 있다.
스포팅뉴스 한국은 TSNTV 언론 웹 및 SNS 스포츠.ESG  영상서비스를 공급 서비스하고 있다.
스포팅뉴스는 전 세계 16개국 오피스 현지어 및 영어 전 세계 6500만 유저에게 서비스하고 있으며, 한국 TSNTV 338만 영상 서비스 진행중이다.
스포팅뉴스는 전 세계 올해의 선수상을 운영중에 있으며, TSN 한국은 ICAE 조직위원회 ESG위원회구성 ESG 국제컨퍼런스까지 확대 환경. 소셜. 거버넌스 투게더 프로젝트까지 신설하여 사회적 가치참여에도 오픈과 함께 심여를 기울이고 있다.
글로벌 스포츠 스트리밍 서비스인 DAZN 창립자이기도한 TSN 죤글래져 회장은 김용두 회장과 함께  변화하는 시대에 발맞춘 미디어 플랫폼을 통해 한층 더 확장된 글로벌 스포팅뉴스를 기획하고 있다.
데이터분석 플랫폼 , AI를 통한 영상편집, 실시간 번역 등에 이르기까지  글로벌 표준에 맞춘 새로운 방향을 제시해갈 예정이다.
TSN 재팬은 오픈 3년만에 일본 주식거래소 상장이 이루어졌다.
천정부지로 오른 스포츠 IP사업에 글로벌 TSN 스포팅뉴스의 오랜역사로 다져진 경험과 맨파워는 유럽축구 미식축구 미프로농구 골프 럭비 승마 외 종합스포츠시장에서 상당한 네트워크와 경쟁력을 확보하고 있다.

## 경력
- SNS기자연합회 회장
- TSNKOREA (Spotingnews) 총괄대표 & 회장
- SNSJTV , 데일리연합 발행인 & 회장
- 국제청소년문화교류연맹 등기이사 & 사업단장
- 중국하북미술대학교 언론.예술 국제비즈니스 명예교수

SNS기자연합회 김용두 회장은 UN SDGs 지송가능발전을위한 실천목표와 ESG 실천운동을 근간으로 언론 미디어에도 적용해가고 있으면 ESG전문위원단을 구성 국제사회기준에 부합된 실천목표를 위한 노력을 하고있다.
또한 공정보도 원칙을 준수하기위한 노력과 국제 컨퍼런스를 매년 개최하며 글로벌 리더들의 정신계몽 운동에도 앞장서고 있다. 21세기 사회에 걸맞는 글로벌 정신적 국격이 그어느때보다 대한민국에 필요한 때라고 입장을 밝히고 있다.
언론도 시대에 맞추어 새로운 변혁이 필요한때다. 그는 미국 1886년 설립된 전 세계 6500만유저 Sporting News TSNKOREA (한국지사) 총괄대표 겸 회장을 맡고 있다.
SNSJTV 영상기획전문뉴스 (338만 구독.팔로워) 데일리연합 종합언론사 발행인겸 창립자이다.
2024년 10월 스포팅뉴스 TSN KOREA 한국지사를 설립 글로벌 TSN 죤글래져회장, 한국 김용두회장이 이끌고 있다.
스포팅뉴스 한국은 TSNTV 언론 웹 및 SNS 스포츠.ESG  영상서비스를 공급 서비스하고 있다.
스포팅뉴스는 전 세계 16개국 오피스 현지어 및 영어 전 세계 6500만 유저에게 서비스하고 있으며, 한국 TSNTV 330만 영상 서비스 진행중이다.
스포팅뉴스는 전 세계 올해의 선수상을 운영중에 있으며, TSN 한국은 ICAE 조직위원회 ESG위원회구성 ESG 국제컨퍼런스까지 확대 환경. 소셜. 거버넌스 투게더 프로젝트까지 신설하여 사회적 가치참여에도 오픈과 함께 심여를 기울이고 있다.
글로벌 스포츠 스트리밍 서비스인 DAZN 창립자이기도한 TSN 죤글래져 회장은 김용두 회장과 함께  변화하는 시대에 발맞춘 미디어 플랫폼을 통해 한층 더 확장된 글로벌 스포팅뉴스를 기획하고 있다.
데이터분석 플랫폼 , AI를 통한 영상편집, 실시간 번역 등에 이르기까지  글로벌 표준에 맞춘 새로운 방향을 제시해갈 예정이다.
TSN 재팬은 오픈 3년만에 일본 주식거래소 상장이 이루어졌다.
천정부지로 오른 스포츠 IP사업에 글로벌 TSN 스포팅뉴스의 오랜역사로 다져진 경험과 맨파워는 유럽축구 미식축구 미프로농구 골프 럭비 승마 외 종합스포츠시장에서 상당한 네트워크와 경쟁력을 확보하고 있다.